# 생방송 월화수목
《생방송 월화수목》은 MBC TV에서 2012년 6월 11일부터 2012년 10월 4일까지 방송되었던 시사교양 프로그램이다.